# Сан-Паоло-Черво
Сан-Паоло-Черво (італ. San Paolo Cervo, п'єм. San Pàul) — колишній муніципалітет в Італії, у регіоні П'ємонт,  провінція Б'єлла. 1 січня 2016 року Сан-Паоло-Черво приєднано до муніципалітету Кампілья-Черво.
Сан-Паоло-Черво розташований на відстані близько 550 км на північний захід від Рима, 70 км на північний схід від Турина, 4 км на північ від Б'єлли.
Населення — 141 особа (2014).

## Демографія
Населення за роками:

Станом на 31 грудня 2010 року в муніципалітеті офіційно проживали 4 іноземці з 2 країн.

## Сусідні муніципалітети
- Андорно-Мікка
- Б'єлла
- Кампілья-Черво
- Куїттенго
- Сальяно-Мікка